# Bemlos delicatissima
Bemlos delicatissima is een vlokreeftensoort uit de familie van de Aoridae. De wetenschappelijke naam van de soort is voor het eerst geldig gepubliceerd in 2002 door Myers.